# Recovery
Pour les articles homonymes, voir Recovery (homonymie).
Albums de Eminem
Relapse
(2009) Hell: The Sequel
(2011)
Singles
1. Not Afraid
Sortie : 29 avril 2010
2. Love the Way You Lie
Sortie : 9 août 2010
3. No Love
Sortie : 5 octobre 2010
4. Space Bound
Sortie : 18 juin 2010

Recovery, stylisé RECOVƎRY est le septième album studio d'Eminem sorti en France le 18 juin 2010 et le 21 juin 2010 aux États-Unis. Le successeur de Relapse sorti en 2009 est publié par les labels Shady Records, Aftermath Entertainment et Interscope Records. L'album devait initialement s'appeler Relapse 2 mais Eminem a décidé de changer le nom jugeant que la musique qu'il produisait était trop différente de celle de Relapse.
L'enregistrement de Recovery a eu lieu entre 2009 et 2010 dans de nombreux studios en compagnie de producteurs tels que Alex da Kid, Just Blaze, Boi-1da, Jim Jonsin, DJ Khalil, Mr. Porter ou Dr. Dre, le producteur historique du rappeur. Eminem a invité Rihanna, Pink et Lil Wayne à prêter leurs voix pour les titres Love the Way You Lie, Won't Back Down et No Love. Les thèmes abordés dans l'album changent radicalement par rapport à ses précédents albums. Il aborde désormais des thèmes plus personnels comme sa guérison, l'anxiété et les émotions dominants la raison, délaissant quelque peu l'aspect violent et polémique qui a fait sa renommée. Pour la promotion de l'album, Eminem a participé à des émissions de télévision ou des remises de récompenses où il a pu interpréter des morceaux présents sur Recovery. Il a également pris part à une nouvelle tournée mondiale, The Recovery Tour.
L'album a reçu, généralement, des critiques positives de la part de la presse spécialisée soulignant la qualité du flow d'Eminem sur cet album, tandis que d'autres ont toutefois critiqués les incohérences et la production de Recovery. Commercialement, l'album est un succès. Il débute en effet à la première place du Billboard 200 avec 741 000 albums vendus en première semaine et garde cette position pendant sept semaines non consécutives. Il se classa premier dans de nombreux autres pays et est l'album le plus vendu dans le monde de l'année 2010. En 2022, Recovery a dépassé la barre des 8 millions d'albums vendus dans le monde et a été certifié huit fois disque de platine aux États-Unis. L'album a permis à Eminem de remporter son cinquième Grammy Award du meilleur album de rap. Il remporta également des prix lors des American Music Awards ou encore aux Billboard Music Awards.
Le premier single, intitulé Not Afraid, s'est vendu à plus de 380 000 exemplaires en première semaine d'exploitation aux États-Unis, prenant d'entrée la première place du Billboard Hot 100 et donnant au rappeur son quatrième Grammy Award de la meilleure chanson de rap. Le second single rencontra un succès planétaire. Il s'agit de Love the Way You Lie, chanson partagée avec la chanteuse barbadienne Rihanna. Le titre se classa dans le top 10 de plus de 20 pays et il resta en tête du Billboard Hot 100 pendant sept semaines. Avec plus de 15 millions d'exemplaires vendus, dont 5 aux États-Unis, la chanson est devenue la plus prolifique du rappeur. Le troisième single, No Love, est partagé avec le rappeur de La Nouvelle-Orléans Lil Wayne, et reçu de très bonnes critiques de la part des journalistes américains. La chanson de hip-hop alternatif, Space Bound constitue le quatrième et dernier single. Quatre autres chansons se sont classés au Billboard Hot 100 aux États-Unis.

## Genèse de l'album
Le 5 mars 2009, le label Interscope annonce la date de sortie de Relapse pour mai 2009 et annonce dans la foulée la sortie d'un Relapse 2, prévue pour début 2010. Eminem explique plus tard que Dr. Dre et lui ont enregistré beaucoup de chansons et qu'il souhaite en faire un album pour ne pas décevoir ses fans, après tant d'attente.
Le 14 avril 2010, le rappeur annonce sur son compte Twitter qu'il n'y aura pas de Relapse 2, mais un album intitulé Recovery (en français « guérison »), et dont la sortie est prévue pour le 22 juin 2010. Il explique que le titre Relapse 2 (en français « rechute »), n'était plus adapté à ce nouvel album, car il voulait « faire un album complètement différent ». Avant Recovery et en remplacement de Relapse 2, il sort la réédition Relapse: Refill avec sept titres supplémentaires.

## Introspective
Recovery a été élu album le plus attendu par le magazine XXL, au départ programmé pour sortir en fin d'année 2009, il décida de reporter la sortie et de mettre dans les bacs une réédition de Relapse, Relapse : Refill.
L'album ne contiendra aucun skit et donc plus de pistes musicales, ce qui diffère de ses anciens albums qui en contenaient tous. Il serait aussi plus « émouvant » que Relapse d'après une interview d'Eminem sur la radio Shade 45. On remarque en effet que la grande majorité des titres sont 
plus axés sur les rapports hommes-femmes et l'amour en général que pour les albums précédents. L'album en lui-même peut aussi être vu comme étant plus "émouvant", car
il signe le début d'un retour aux sources pour Eminem, bien décidé à reconsidérer le rap sérieusement, maintenant qu'il n'est plus sous l'emprise de la drogue.

## Singles
Le premier single, Not Afraid, produit par le canadien Boi-1da, sort en avril 2010. Il est la 16e chanson à être classée 1re au Billboard Hot 100 dès la première semaine et a été téléchargée 380 000 fois en une semaine.
Le second single, Love The Way You Lie, avec Rihanna et produit par Alex da Kid, sort en août 2010. Dans le clip, devenu rapidement un phénomène sur Internet,, on peut voir les acteurs Megan Fox et Dominic Monaghan. Le titre connaîtra une « suite », extraite de l'album Loud de Rihanna.
Le troisième single, No Love en duo avec Lil Wayne, est paru début octobre 2010. Le quatrième single, Space Bound, est sorti fin février 2011.

## Pochettes et artwork
Le 25 mai 2010, Eminem dévoile les pochettes de l'album. Il existe en effet deux versions, l'auditeur pourra choisir l'une ou l'autre sans qu'il y ait un quelconque bonus comme Eminem avait pu faire pour l'album The Marshall Mathers LP sorti en 2000.
La première montre Eminem de dos, marchant sur une longue route goudronnée et suivant la ligne jaune du sol. La seconde montre le rappeur enfermé dans un petit salon entouré entièrement de verre et situé sur une grande place devant le Renaissance Center, un ensemble de buildings de Détroit.

## Production, enregistrement et featurings
Concernant les featurings, les noms de Royce da 5'9", Drake, Ca$his, Lloyd Banks et D-12 avaient été évoqués, au même titre que la participation de ses acolytes Dr. Dre et 50 Cent. Début octobre 2009, Eminem avait annoncé la participation de 50 Cent et Kid Cudi à l'album.
Cependant, la liste des titres présenté le 28 mai 2010 ne fait état d'aucune de ces collaborations. Le rappeur de Détroit a invité Lil Wayne et les chanteuses Pink et Rihanna, ainsi que le chanteur de R'n'B Kobe.
À la production, Eminem retrouve bien évidemment Dr. Dre ainsi que le canadien Boi-1da, qui avait produit le titre Forever sur lequel Eminem était aux côtés de Drake, Lil Wayne et Kanye West. Eminem collabore pour la première fois avec le célèbre producteur Just Blaze (compositeur pour Jay-Z, The Game, ...). On retrouve également Emile, Jim Jonsin, Denaun Porter (de D-12), DJ Khalil ainsi que Havoc du groupe Mobb Deep.

## Liste des titres
| No  | Titre                                    | Paroles               | Producteur(s)                                                       | Durée |
| --- | ---------------------------------------- | --------------------- | ------------------------------------------------------------------- | ----- |
| 1.  | Cold Wind Blows                          | Eminem                | Just Blaze                                                          | 5:03  |
| 2.  | Talkin' 2 Myself (featuring Kobe)        | Eminem                | DJ Khalil                                                           | 5:00  |
| 3.  | On Fire                                  | Eminem                | Denaun Porter                                                       | 3:33  |
| 4.  | Won't Back Down (featuring Pink)         | Eminem, Liz Rodrigues | DJ Khalil                                                           | 4:25  |
| 5.  | W.T.P.                                   | Eminem                | Supa Dups, JG (co.), Eminem (add.)                                  | 3:58  |
| 6.  | Going Through Changes                    | Eminem                | Emile                                                               | 4:58  |
| 7.  | Not Afraid                               | Eminem                | Boi-1da, Jordan Evans (add.), Matthew Burnett (add.), Eminem (add.) | 4:08  |
| 8.  | Seduction                                | Eminem                | Boi-1da, Matthew Burnett (add.)                                     | 4:35  |
| 9.  | No Love (featuring Lil Wayne)            | Eminem, Lil' Wayne    | Just Blaze                                                          | 4:59  |
| 10. | Space Bound                              | Eminem, Steve McEwan  | Jim Jonsin                                                          | 4:38  |
| 11. | Cinderella Man                           | Eminem                | Script Shepherd                                                     | 4:39  |
| 12. | 25 to Life                               | Eminem                | DJ Khalil                                                           | 4:01  |
| 13. | So Bad                                   | Eminem                | Dr. Dre, Nick Brongers                                              | 5:25  |
| 14. | Almost Famous                            | Eminem                | DJ Khalil                                                           | 4:52  |
| 15. | Love the Way You Lie (featuring Rihanna) | Eminem, Skylar Grey   | Alex da Kid, Makeba Riddick,Lonestarrmuzik (voix)                   | 4:23  |
| 16. | You're Never Over                        | Eminem                | Just Blaze                                                          | 5:05  |
| 17. | Untitled (morceau caché)                 | Eminem                | Havoc, Magnedo7 (co.)                                               | 3:14  |

| 18. | Ridaz                                  | Dr. Dre    | 5:00 |
| 19. | Session One (featuring Slaughterhouse) | Just Blaze | 4:28 |

## Samples
- Cold Wind Blows contient un sample de Patriotic Song de The Gringos
- On Fire contient un sample de Peace and Love de Mandrill
- Going Through Changes contient un sample de Changes de Black Sabbath
- No Love contient un sample de What Is Love de Haddaway
- Space Bound contient un sample de Drive de R.E.M.
- You're Never Over contient un sample de Cry Little Sister de Gerard McMann
- Untitled contient un sample de You Don't Own Me de Lesley Gore

## Crédits
- Mixage son : Ryan West (1, 9, 16), Just Blaze (1, 9, 16), Eminem (1, 2, 3, 4, 5, 6, 7, 8, 9, 10, 11, 12, 14, 15, 16, 17), Mike Strange (1, 2, 3, 4, 5, 6, 7, 8, 9, 10, 11, 12, 14, 15, 16, 17), Dr. Dre (13, 18), Alex da Kid (15)[NB 1]
- Voix additionnelles : Nikki Grier (1), Kip Blackshie (7), Christal Garrick II (7), Terry Dexter (7), Rich King (7), Kristen Ashley Cole (7), Sly Jordan (7, 8, 13), Steve McEwan (10), Liz Rodrigues (12, 14)
- Claviers / claviers additionnels : Luis Resto (2, 3, 5, 6, 7, 8, 14, 17), Rahki (4), Jason "JG" Gilbert (5), Mike Strange (6), Jim Jonsin (10), Danny Morris (10), Danny Keyz (12, 14), Mark Batson (13)
- Guitare basse : Mike Strange (6), Chin Injeti (14)
- Guitare / guitare acoustique : Mike Strange (6, 8), Steve McEwan (10), Daniel Seeff (12), Sean Cruse (13), Chin Injeti (14), J. Brow (15)
- Violons : Jordan Evans & Matthew Burnett (7),
- Saxophone : Sly Jordan (13)

## Classements
| Classements (2010)                  | Meilleure position |
| ----------------------------------- | ------------------ |
| Allemagne (Media Control AG)        | 2                  |
| Australie (ARIA)                    | 1                  |
| Autriche (Ö3 Austria Top 40)        | 1                  |
| Belgique (Flandre Ultratop)         | 2                  |
| Belgique (Wallonie Ultratop)        | 2                  |
| Canada Canadian Albums Chart        | 1                  |
| Danemark (Tracklisten)              | 1                  |
| Espagne (Promusicae)                | 13                 |
| États-Unis (Billboard 200)          | 1                  |
| États-Unis (Top R&B/Hip-Hop Albums) | 1                  |
| États-Unis (Hot Rap Albums)         | 1                  |
| Europe (Top 100 Albums)             | 1                  |
| Finlande (Suomen virallinen lista)  | 8                  |
| France (SNEP)                       | 2                  |
| Grèce                               | 1                  |
| Hongrie (Mahasz)                    | 20                 |
| Irlande                             | 1                  |
| Italie (FIMI)                       | 6                  |
| Mexique                             | 34                 |
| Pays-Bas (Mega Album Top 100)       | 2                  |
| Pologne                             | 2                  |
| République tchèque                  | 8                  |
| Russie                              | 2                  |
| Norvège (VG-lista)                  | 2                  |
| Nouvelle-Zélande (RIANZ)            | 1                  |
| Royaume-Uni (UK Albums Chart)       | 1                  |
| Royaume-Uni (R&B Albums)            | 1                  |
| Suède (Sverigetopplistan)           | 5                  |
| Suisse (Schweizer Hitparade)        | 1                  |

| Pays                    | Certification | Unités certifiées |
| ----------------------- | ------------- | ----------------- |
| Allemagne (BVMI)        | 3 × Or        | 300 000           |
| Australie (ARIA)        | 4 × Platine   | 280 000           |
| Autriche (IFPI)         | Platine       | 20 000            |
| Belgique (BEA)          | Or            | 15 000            |
| Canada (Music Canada)   | Platine       | 80 000            |
| Danemark (IFPI)         | 3 × Platine   | 60 000            |
| États-Unis (RIAA)       | 8 × Platine   | 8 000 000         |
| Europe (IFPI)           | Platine       | 1 000 000         |
| Irlande (IRMA)          | 3 × Platine   | 45 000            |
| Italie (FIMI)           | Platine       | 50 000            |
| Nouvelle-Zélande (RMNZ) | Platine       | 15 000            |
| Pologne (ZPAV)          | 2 × Platine   | 40 000            |
| Royaume-Uni (BPI)       | 3 × Platine   | 900 000           |
| Suède (GLF)             | 2 × Platine   | 80 000            |
| Suisse (IFPI)           | Platine       | 30 000            |

## Historique de sortie
| Pays                      | Date           | Label(s)             | Formats            | Catalogue    | Référence |
| ------------------------- | -------------- | -------------------- | ------------------ | ------------ | --------- |
| Australie                 | 18 juin 2010   | Aftermath/Interscope | CD, téléchargement | 2739452      | [ 60 ]    |
| Europe (sauf Royaume-Uni) | 18 juin 2010   | Polydor              | CD, téléchargement |              |           |
| Royaume-Uni               | 21 juin 2010   | Polydor              | CD, téléchargement | B003KUSUG8   |           |
| États-Unis                | 21 juin 2010   | Interscope           | CD, téléchargement | B0014411     | [ 61 ]    |
| Japon                     | 23 juin 2010   | Universal Music      | CD, téléchargement | UICS1214     | [ 62 ]    |
| Brésil                    | 6 juillet 2010 | Universal Music      | CD, téléchargement | 602527394527 | [ 63 ]    |